# Cilinderslang
De cilinderslang (Cylindrophis ruffus) is een slang uit de familie cilinderslangen (Cylindrophiidae).

## Naam en indeling
De wetenschappelijke naam van de soort werd voor het eerst voorgesteld door Josephus Nicolaus Laurenti in 1768. De wetenschappelijke soortnaam werd oorspronkelijk beschreven als Anguis ruffa, later werden de namen Cylindrophis rufa en Cylindrophis rufus gebruikt, dus zonder een dubbele "f' in de soortnaam.

## Uiterlijke kenmerken
De cilinderslang heeft een rolrond lichaam met een korte staart en stompe kop. De lichaamskleur is variabel, met glanzende schubben. De onderzijde van de staartpunt is vaak felrood van kleur. Bij gevaar wordt de staartpunt getoond, die een rode kleur heeft. De staart wordt gebruikt om vijanden te misleiden. Door de staart omhoog te steken wordt deze verward met de kop, met de staartpunt worden ook schijnaanvallen uitgevoerd. De lichaamslengte bedraagt 70 tot 100 cm.

## Levenswijze
Op het menu staan andere slangen of gelijkende dieren zoals wormen of palingen, de slang is een gravende bodembewoner die echter goed kan zwemmen. Ze kunnen tot enkele meters diep graven. Zelf worden ze gegeten door grotere slangen, vogels en zoogdieren. De vrouwtjes zijn levendbarend, de jongen komen direct ter wereld en niet in een ei.

## Verspreiding en habitat
Deze soort komt voor in delen van Azië, in de Thailand, Vietnam, Cambodja, China, Sri Lanka en Indonesië. De habitat bestaat uit vochtige omgevingen, zoals rijstvelden en moerassen.
De habitat bestaat uit vochtige savannen, graslanden, moerassen en ook wel door de mens aangepaste streken zoals kanalen, plantages en agrarische gebieden.

## Beschermingsstatus
Door de internationale natuurbeschermingsorganisatie IUCN is de beschermingsstatus 'veilig' toegewezen (Least Concern of LC).